# تلخيص التلخيص
تلخيص التلخيص أو تلخيص الزواوي، للإمام إبراهيم بن فايد الزواوي المعروف بسيدي بوسحاقي (المتوفى 857 هـ).

## نبذة عن الوؤلف
هو أبو إسحاق إبراهيم بن فايد الزواوي، ثم القسنطيني، المكنى زيان الزواوي أو أبو إسحاق الزواوي أو أبو جميل الزواوي أو أبو الفداء الزواوي، مفسر وفقيه ولغوي، ولد بالثنية من أعمال جرجرة سنة 796 هـ. توفي في سنة 857 هـ، ودفن بجوار وادي يسر في مقبرة العائلة في جبال الثنية.

## وصف
يُعْتَبَرُ تلخيص التلخيص من كتب اللسان العربي في العالم الإسلامي التي تناولت البلاغة من خلال شرح «تلخيص المفتاح»، في المعاني والبيان، من تأليف اللغوي جلال الدين القزويني (1267م أو 1268م-1338م) في منطقة زواوة حول جرجرة.
ويُعدُّ من أشهر ما دُوِّن في موضوع البلاغة ضمن مؤلفات إبراهيم الزواوي في علم التفسير والفقه الإسلامي عند أهل السنة والجماعة وفق مدرسة الأشاعرة.

## أساتذته في اللسان العربي والبلاغة
تم تدوين هذا الشرح والتلخيص لكتاب «تلخيص المفتاح» في البلاغة من طرف الإمام إبراهيم بن فايد بعد رحلة علمية طويلة، في شمال أفريقيا، والحجاز، ثم الشام.
وقد تأثر متن هذا الشرح بدروس اللسان العربي التي تلقاها إبراهيم الزواوي في بجاية على يد الأستاذ عبد العالي بن فراج.
وبعد انتقاله إلى قسنطينة للاستزادة من النحو، تلقى إبراهيم الزواوي دروسا نحوية عميقة على يد العالم أبي عبد الله محمد اللبسي الحكم الأندلسي.
كما استلهم أبو إسحاق الزواوي في اللسان العربي والمعاني والبيان من عالم تلمسان المدعو ابن مرزوق الحفيد الذي أخذ عنه في قسنطينة مع علماء آخرين.

## ذكر تلخيص التلخيص في التراث الإسلامي
- قال شمس الدين السخاوي في كتابه الضوء اللامع لأهل القرن التاسع حول كتاب تلخيص التلخيص:[14]

- قال بدر الدين القرافي في كتابه توشيح الديباج وحلية الابتهاج حول كتاب تلخيص التلخيص:[16]

- قال ابن القاضي المكناسي في كتابه درة الحجال في أسماء الرجال حول كتاب تلخيص التلخيص:[9]

- قال أحمد بابا التمبكتي في كتابه نيل الابتهاج بتطريز الديباج حول كتاب تلخيص التلخيص:[19]

- قال محمد مخلوف في كتابه شجرة النور الزكية في طبقات المالكية حول كتاب تلخيص التلخيص:[21]

- قال «محمود حسن التونكي» في كتابه «معجم المصنفين» حول كتاب تلخيص التلخيص:[23]

- قال عبد الرحمان الجيلالي في كتابه تاريخ الجزائر العام حول كتاب تلخيص التلخيص:[24]

- قال «عمر رضا كحالة» في كتابه «معجم المؤلفين» حول كتاب تلخيص التلخيص:[25]

- قال «عادل نويهض» في كتابه «معجم أعلام الجزائر» حول كتاب تلخيص التلخيص:[28]